# 1209年
| 千纪： | 2千纪 |
| 世纪： | 12世纪 \| 13世纪 \| 14世纪 |
| 年代： | 1170年代 \| 1180年代 \| 1190年代 \| 1200年代 \| 1210年代 \| 1220年代 \| 1230年代                                                     |
| 年份： | 1204年 \| 1205年 \| 1206年 \| 1207年 \| 1208年 \| 1209年 \| 1210年 \| 1211年 \| 1212年 \| 1213年 \| 1214年                           |
| 纪年： | 己巳年（蛇年）；西夏應天四年；大理天开五年；金大安元年；蒙古太祖四年；西辽天喜三十二年；南宋嘉定二年；越南治平龍應五年；日本承元三年 |

## 大事记
- 歐洲
  - 教宗諾森三世為剷除阿爾比派發起阿爾比十字軍。
  - 奥托四世被加冕为皇帝。
  - 天主教方济各会建教团。
  - 剑桥大学建校。
- 蒙古帝国
  - 高昌回鶻亦都護巴而術·阿而忒·的斤不堪西遼的統治，殺西遼太師僧少監，投靠了新興蒙古帝國，使西夏的河西地區失去蒙夏間的屏障。
- 中國
  - 金朝皇帝完顏永濟改年號大安。

## 出生
- 1月10日—蒙哥，第四位大蒙古國皇帝（蒙古帝國大汗），去世后被追尊為元憲宗（1259年去世，50歲）
- 5月8日—许衡，中国元朝学者（1282年去世，73歲）

## 逝世
- 5月16日 - 濟公——中國宋朝和尚